# Sielsowiet Siemukaczy
Sielsowiet Siemukaczy (biał. Семукацкі сельсавет, ros. Семукачский сельсовет) – sielsowiet na Białorusi, w obwodzie mohylewskim, w rejonie mohylewskim, z siedzibą w Siemukaczach.
Według spisu z 2009 sielsowiet Siemukaczy zamieszkiwało 1302 osoby, w tym 1247 Białorusinów (95,78%), 41 Rosjan (3,15%), 10 Ukraińców (0,77%), 2 Polaków (0,15%), 1 Udmurt (0,08%) i 1 osoba, która nie podała żadnej narodowości.

## Miejscowości
- agromiasteczko:
  - Siemukaczy
- wsie:
  - Alchouka
  - Aleksandrou
  - Aleń
  - Arlanka
  - Astrauszczyna
  - Chimnica
  - Jamiszcza
  - Haradziszcza
  - Katwina
  - Korkać
  - Majszczyna
  - Małoje Zapatoczcza
  - Małyja Bialewiczy
  - Michajłausk
  - Mikałajeuka
  - Nawabielica
  - Nowaja Niwa
  - Paddubje
  - Paułausk
  - Pieramoha
  - Puszcza
  - Roh
  - Siniuha
  - Smalarnia
  - Wazrażdziennie
  - Wialikaje Zapatoczcza
  - Wialikija Bialewiczy
- osiedle:
  - Aleksandrou